# Tullio
Tullio  è un nome proprio di persona italiano maschile.

## Varianti
- Maschili: Tulio[1][3][4], Tullo[1][3]
- Femminili: Tullia[1][2][3], Tulia[1]

### Varianti in altre lingue
- Catalano: Tulli[6]
- Inglese: Tully[2]
- Latino: Tullius[2][4]
  - Femminili: Tullia[2]
- Polacco: Tuliusz, Tulliusz
- Portoghese: Túlio[2]
- Spagnolo: Tulio[2][6]
- Ungherese: Tullió

## Origine e diffusione
Riprende un antico gentilizio romano, Tullius, tratto a sua volta dal praenomen e cognomen Tullus (in italiano Tullo); l'origine di Tullus è ignota; antichi letterati come Festo tentavano di connetterlo con tullius ("zampillo d'acqua" e anche "fiotto di sangue"), ma è ben più plausibile che si tratti di un nome etrusco, quindi non decifrabile. L'ipotesi più recente che lo riconduceva al termine latino tollere ("sollevare", forse in riferimento al gesto dei genitori che, sollevando un neonato, lo riconoscevano come proprio figlio) è priva di fondamento.
Noto in particolare grazie alla figura dell'oratore Marco Tullio Cicerone, il nome era sporadicamente ancora in uso durante il Medioevo. Venne riportato in voga durante il Rinascimento, ed è ad oggi diffuso in tutta Italia.

## Onomastico
L'onomastico si può festeggiare in memoria di più santi e beati, alle date seguenti:
- 19 febbraio, san Tullio, martire in Africa[5]
- 2 giugno, santa Tulla, martire a Roma[5]
- 1º luglio, beato Tullio Maruzzo, sacerdote francescano, martire a Los Amates[8]
- 5 ottobre, santa Tullia, figlia di sant'Eucherio, monaca a Lerino, venerata a Manosque[5][9]
- 16 novembre, santa Tullia, figlia di santa Galla (forse da identificare con la precedente)[5]

## Persone
- Servio Tullio, sesto re di Roma

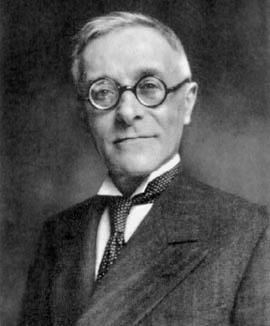
Tullio Levi-Civita

Tullio Oss Emer

- Marco Tullio Cicerone, avvocato, politico e scrittore romano
- Marco Tullio Giordana, regista e sceneggiatore
- Francesco Tullio Altan, fumettista, disegnatore, sceneggiatore e autore satirico italiano
- Tullio Altamura, attore italiano
- Tullio Avoledo, scrittore italiano
- Tullio Calcagno, presbitero e giornalista italiano
- Tullio Campagnolo, ciclista su strada e imprenditore italiano
- Tullio Carminati, attore italiano
- Tullio Cianetti, sindacalista e politico italiano
- Tullio De Mauro, linguista, lessicografo e saggista italiano
- Tullio De Piccoli, cestista italiano
- Tullio De Piscopo, batterista, cantautore e percussionista italiano
- Tullio Ghersetich, calciatore italiano
- Tullio Giordana, scrittore, giornalista e avvocato italiano
- Tullio Gregory, filosofo italiano
- Tullio Kezich, critico cinematografico
- Tullio Lanese, arbitro di calcio italiano
- Tullio Levi-Civita, matematico e fisico italiano
- Tullio Lombardo, scultore e architetto italiano
- Tullio Oss Emer, pittore, illustratore e scenografo italiano
- Tullio Pericoli, pittore italiano
- Tullio Pinelli, scrittore, sceneggiatore e drammaturgo italiano
- Tullio Serafin, direttore d'orchestra italiano
- Tullio Solenghi, attore, comico e regista teatrale italiano

### Variante Tullo

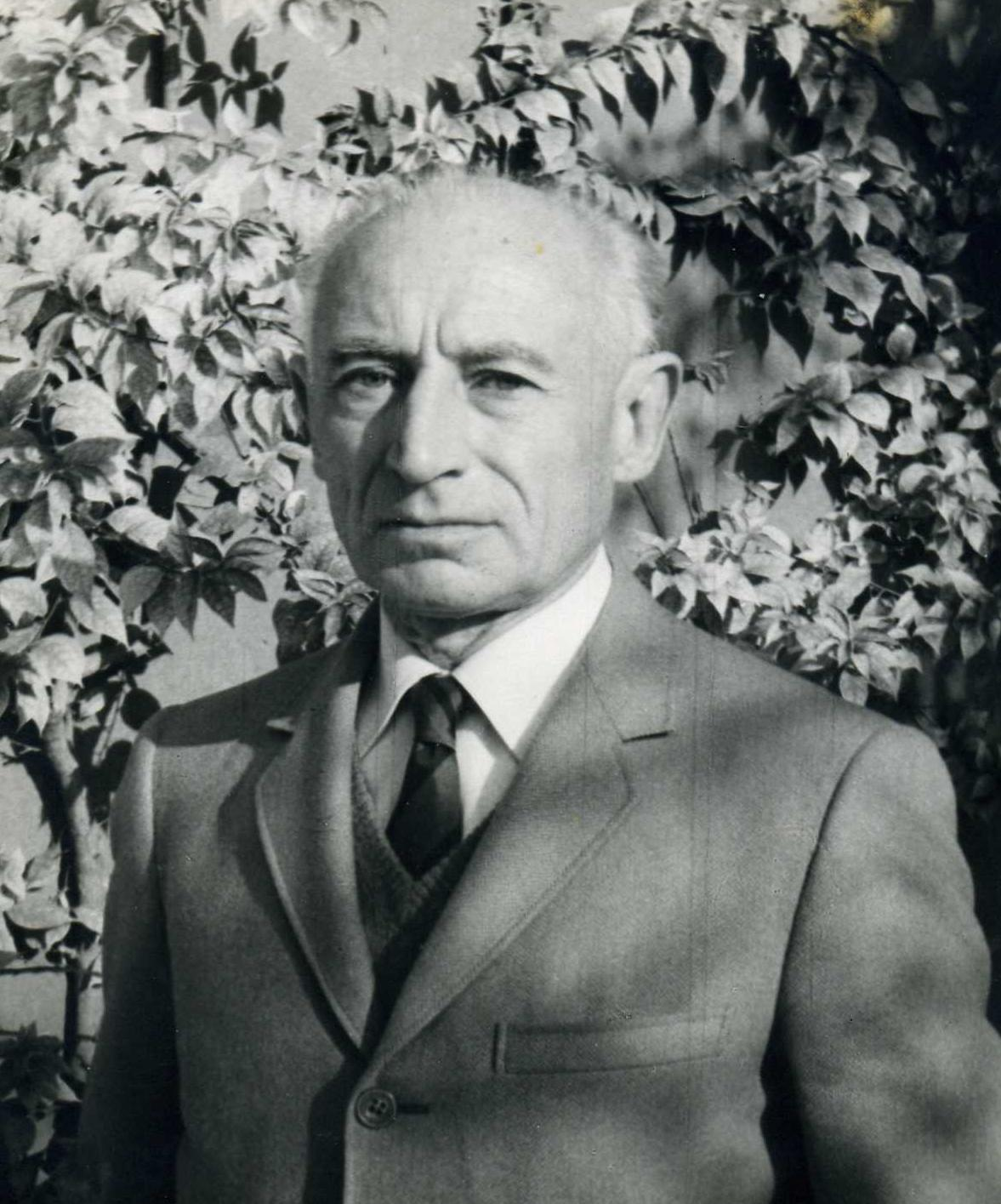
Tullio Pinelli

- Tullo Masi, generale, patriota e politico italiano
- Tullo Massarani, scrittore e politico italiano
- Tullo Morgagni, giornalista e sportivo italiano
- Tullo Ostilio, terzo re di Roma

### Altre varianti maschili
- Túlio, calciatore e politico brasiliano
- Tulio Botero Salazar, arcivescovo cattolico colombiano
- Túlio Gustavo Cunha Souza, calciatore brasiliano
- Túlio de Melo, calciatore brasiliano
- Tulio Demicheli, regista e sceneggiatore argentino
- Tulio Díaz, schermidore cubano
- Túlio Lustosa Seixas Pinheiro, calciatore brasiliano

### Variante femminile Tullia
- Tullia, figlia di Cicerone

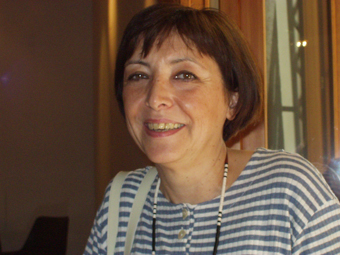
Tullia Magrini

- Tullia Calzavara, golfista italiana
- Tullia Carettoni Romagnoli, politica italiana
- Tullia d'Aragona, poetessa e letterata italiana
- Tullia Maggiore, figlia di Servio Tullio
- Tullia Magrini, etnomusicologa e antropologa italiana
- Tullia Minore, figlia di Servio Tullio
- Tullia Zevi, giornalista e scrittrice italiana

## Il nome nelle arti
- Tullio è un personaggio del film DreamWorks del 2000 La strada per El Dorado.
- Túlio, personaggio della serie di film d'animazione Rio.